# Ministerio de Defensa (Japón)
El Ministerio de Defensa de Japón es el organismo estatal de  Japón que se encarga de dirigir y organizar a las Fuerzas Armadas, cuidar del abastecimiento y guarnición de las plazas y de cuanto concierne a la defensa nacional del Estado.

## Historia

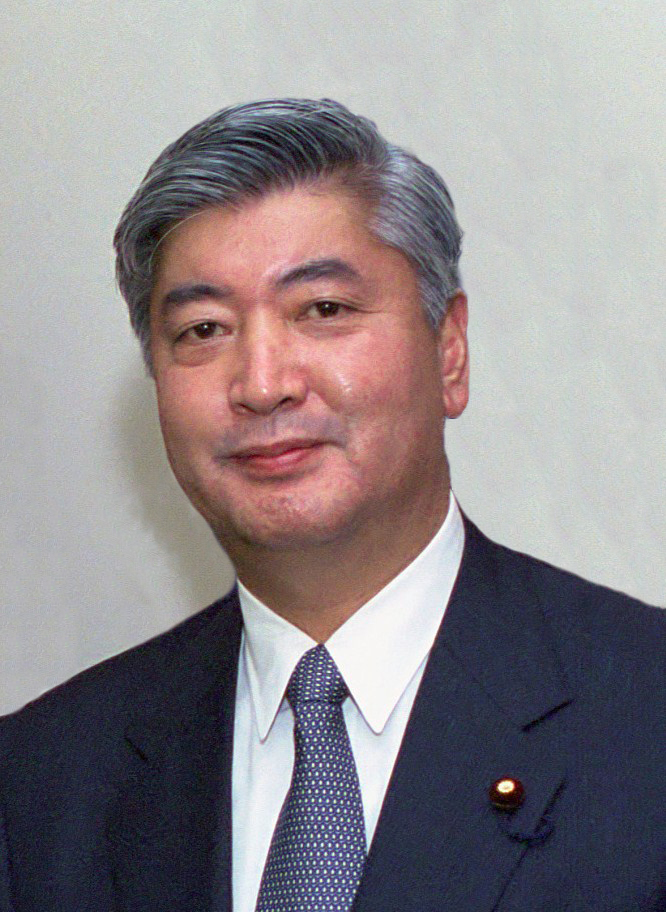
El director general de la Agencia de Defensa de Japón, Gen Nakatani.

Desde 1954, con la Ley de las Fuerzas de Autodefensa, la defensa japonesa se dividió en tres ramas, siguiendo el modelo estadounidense: las Fuerzas de Autodefensa de Tierra (GSDF), las Fuerzas de Autodefensa Aérea (ASDF) y las Fuerzas de Autodefensa Marítima (MSDF). Para no crear conflictos con los países que fueron afectados por el imperialismo japonés, Japón evitó utilizar nomenclaturas militares, se impuso un total control civil y no se creó un Ministerio de Defensa, sino que había en servicio una Agencia de Defensa controlada por el primer ministro y muy influenciada por otros ministerios.
El Ministerio de Defensa de Japón como tal no fue creado hasta 2007. Hasta entonces, Japón solo había contado con la Agencia de Defensa, una agencia gubernamental supeditada al primer ministro y formada por funcionarios de otros ministerios como el Ministerio de Economía, Comercio e Industria o el Ministerio de Finanzas.
A partir de 2007, durante el primer mandato de Shinzo Abe, se produjo la promoción de la Agencia de Defensa a Ministerio de Defensa, dando a la institución el mismo estatus burocrático que los otros ministerios.
En 2015, el Ministerio se empezó a preparar para posibles nuevas funciones para sus unidades tras la promulgación de la nueva legislación de seguridad nacional.
A partir del 19 de septiembre de 2015 Japón dispone del derecho a la autodefensa colectiva, motivo por lo que empezó a ampliar el papel de las fuerzas japonesas en el exterior. Las actuaciones consistieron en la recopilación y análisis de información, la operación de unidades, el entrenamiento y los equipamientos.

Estandarte del Primer Ministro de Japón.
Estandarte naval del Primer Ministro.
Estandarte del Ministro de Defensa de Japón.
Estandarte naval del Ministro de Defensa de Japón.
standarte del Viceministro de Defensa de Japón.
Estandarte naval del Viceministro de Defensa de Japón.